# Andrzej Elżanowski

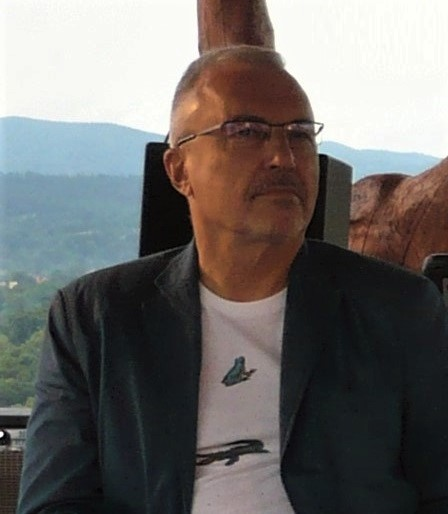
Andrzej Elżanowski, 2020

Andrzej Elżanowski (* 21. Januar 1950 in Przasnysz) ist ein polnischer Ornithologe und Paläontologe, der sich mit mesozoischen Vögeln und Archaeopteryx befasst. Er ist Professor am Institut für Zoologie der Polnischen Akademie der Wissenschaften in Warschau.

## Leben

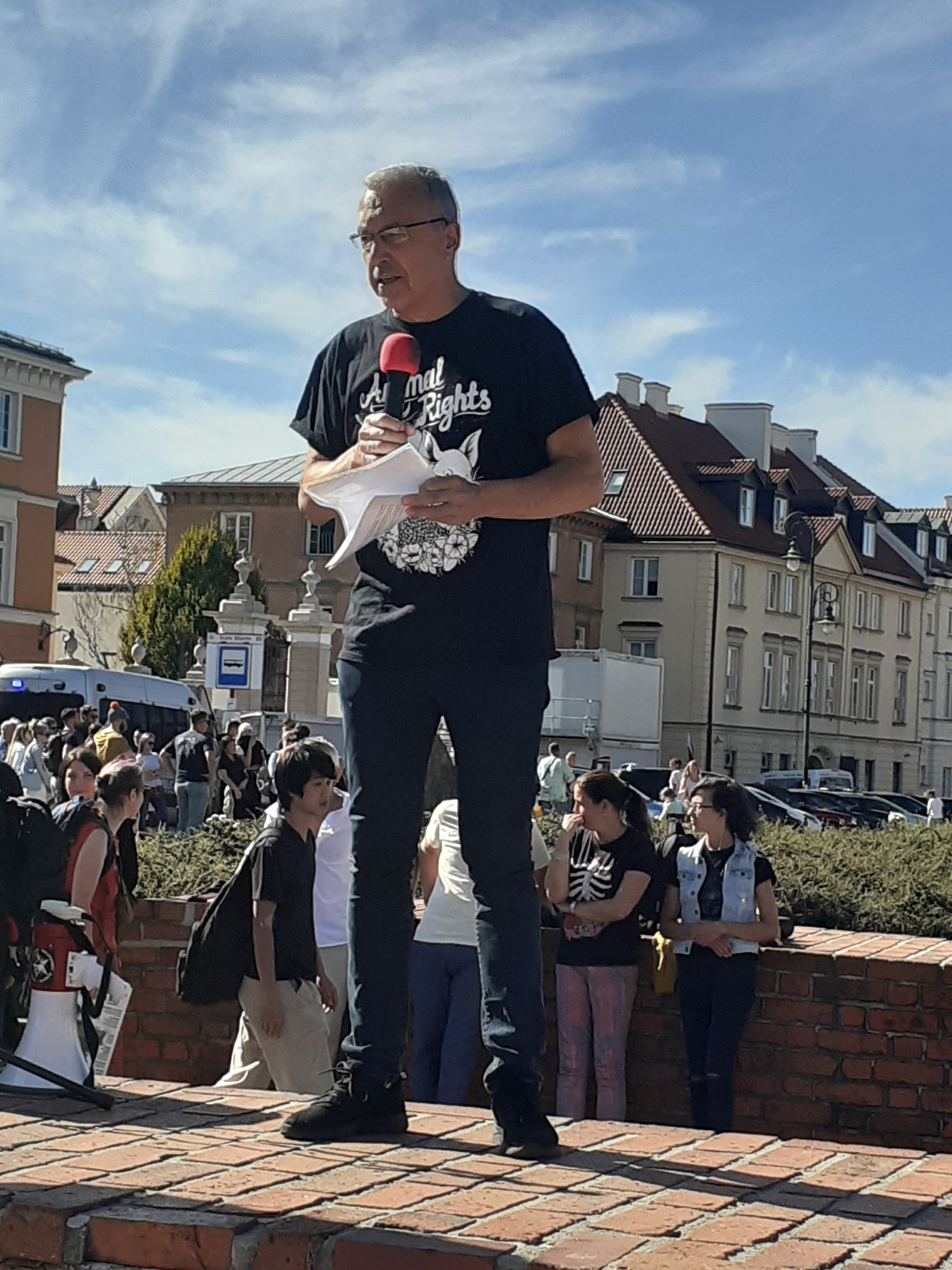
Andrzej Elżanowski – 2022.

Elżanowski studierte Biologie an der Universität Warschau mit dem Magister-Abschluss 1972 und der Promotion 1979. Er habilitierte sich 1996 an der Universität Breslau (Mesozoische Evolution und Hauptlinien der Phylogenese der Vögel). 1972 bis 1983 war er Lehrbeauftragter an der Universität Warschau und 1983 bis 1998 war er an verschiedenen Universitäten in den USA und in Deutschland tätig. Ab 1998 war er an der Universität Breslau am Institut für Zoologie, ab 2003 als Titular-Professor.
Er beschrieb Funde früher Vögel aus den polnischen Expeditionen in die Mongolei, so 1981 ein Embryo und Eier des Enantiornithes Gobipteryx und zuvor diesen selbst aus Schädelfragmenten.
Elżanowski beschrieb 1992 mit Peter Wellnhofer den 1965 in der späten Kreide der Mongolei gefundenen kleinen Theropoden Archaeornithoides deinosauriscus, der viele vogelähnliche Züge hatte. Mit Wellnhofer wollte er damals eine eigene Klade mit basalen Vögeln, Troodontidae und Spinosauriern bilden, was sich aber nicht durchsetzte.
2001 führte er für das Exemplar des Archaeopteryx im Bürgermeister-Müller-Museum in Solnhofen (erstbeschrieben 1988 von Wellnhofer) eine neue Art- und Gattungsbeschreibung ein (Wellnhoferia), die aber nicht allgemein akzeptiert ist.
Er ist in Polen auch in der Ethik der Tierversuche engagiert.
Der Anwalt Marek Elżanowski (1941–1994) ist sein Bruder.

## Schriften
- Archaeopterygidae in Luis Chiappe, Lawrence Witmer (Hrsg.) Mesozoic Birds: Above the Heads of Dinosaurs, Berkeley: University of California Press 2002
- Cretaceous birds and avian phylogeny, Cour. Forschungsinst. Senckenb. 181, 1995, 37–53